# Novokaiirî, Berîslav
Novokaiirî (în ucraineană Новокаїри) este localitatea de reședință a comunei Novokaiirî din raionul Berîslav, regiunea Herson, Ucraina.

## Demografie
Componența lingvistică a localității Novokaiirî
     Ucraineană (88,57%)
     Rusă (8,46%)
     Armeană (2,53%)
     Alte limbi (0,44%)
Conform recensământului din 2001, majoritatea populației localității Novokaiirî era vorbitoare de ucraineană (88,57%), existând în minoritate și vorbitori de rusă (8,46%) și armeană (2,53%).